# Station Canley
Canley is een spoorwegstation van National Rail in Canley, Coventry in Engeland. Het station is eigendom van Network Rail en wordt beheerd door West Midland Trains.